# Harry Jackson
Henry Jacobson (1836 - 13 de agosto de 1885), más conocido por el nombre artístico de Harry Jackson, fue un actor y director de escena inglés.

## Biografía

### Primeros años y carrera
Harry Jackson nació en una familia judía en Londres en 1836. A temprana edad dejó Inglaterra para trasladarse a Australia, donde inició su carrera en las artes escénicas. Durante la fiebre del oro australiana actuó con una compañía en teatros improvisados en las excavaciones. Posteriormente actuó junto a la Sra. W. H. Foley en Auckland, Nueva Zelanda, y en San Francisco entre 1856 y 1862.
Alrededor de 1870, Jackson se mudó a Inglaterra y subió al escenario del Gaiety Theatre de Londres. Apareció en el Princess's Theatre, donde finalmente asumió el papel de director de escena. A finales de la década de 1870, se unió a la compañía de Augustus Harris y ganó prominencia como comediante principal y director de escena en el Drury Lane Theatre.

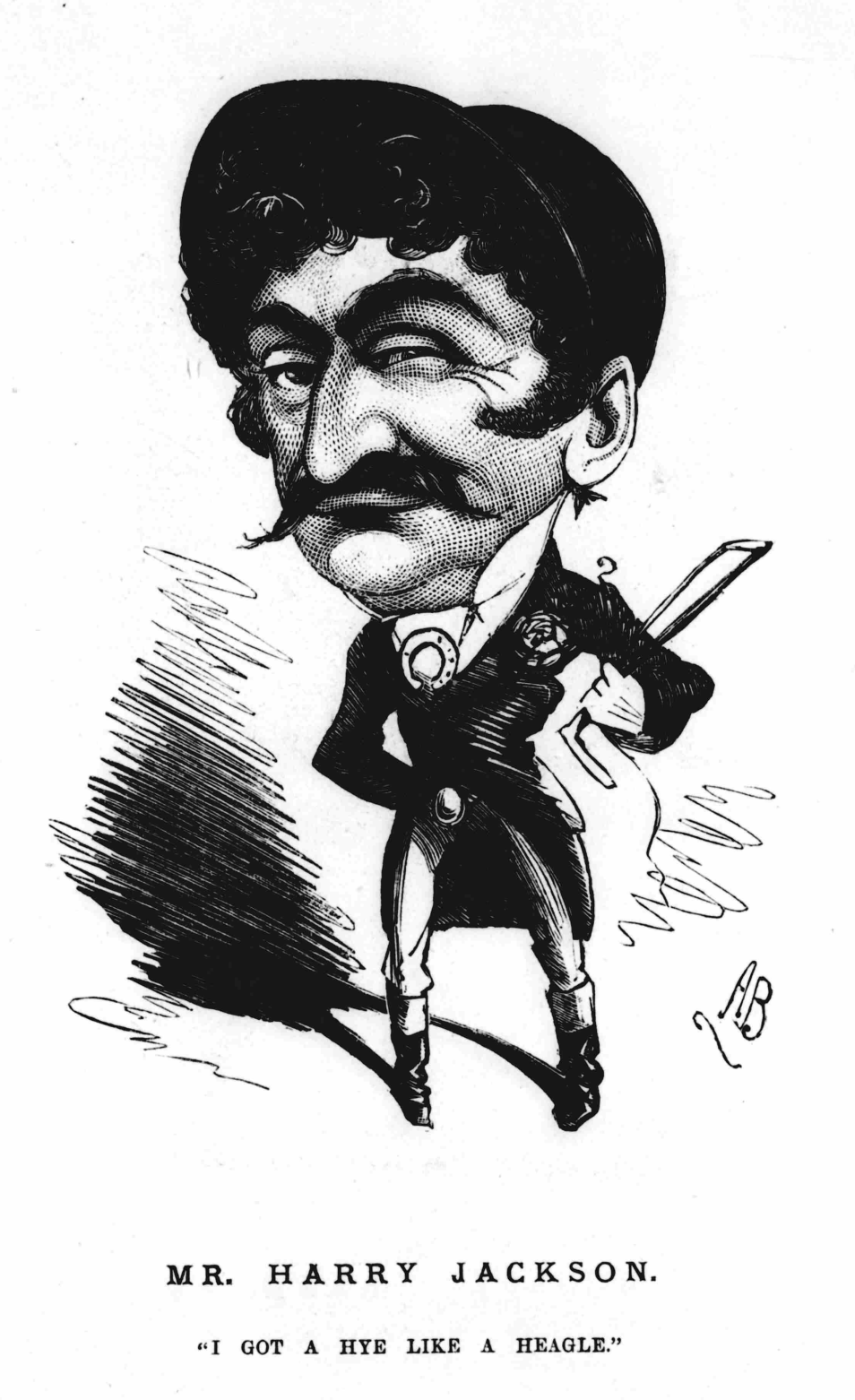
Caricatura de Jackson como Isaacs en Queen's Evidence (1878).

Jackson se especializó en retratar caricaturas de judíos en producciones como Queen's Evidence, The World y Pluck. Su interpretación de Napoleón I también recibió algunos elogios, debido a su parecido físico con la figura histórica. Dirigió la Opera Comique durante las representaciones de Lotta Crabtree en 1883-1884.

### Muerte
El 12 de agosto de 1885, revivió su papel más conocido en el Pavilion Theatre de Whitechapel, el del «desacreditado comerciante de diamantes judío» Moss Jewell en The World. Esa noche, Jackson supuestamente expresó temores de que no se le permitiera ser enterrado entre la comunidad judía, dada «su identificación en el escenario con la horrible caricatura de un judío [que] ofendió grande y no antinaturalmente a sus correligionarios».
Murió de una sobredosis de morfina la noche siguiente en su residencia del 45 de Great Russell Street, Bloomsbury, a la edad de 49 años. La investigación de un forense no encontró evidencia que sugiera ninguna intención suicida. Fue enterrado en el cementerio judío de Willesden el 19 de agosto.

## Papeles selectos
- Varios personajes (incluidas imitaciones de Edward Kenealy y Napoleón I) en Heads of the People (Teatro Drury Lane, Teatro Gaiety, Teatro Globe y en toda Inglaterra, Escocia e Irlanda)[12]
- Rip Van Winkle en Rip Van Winkle de Dion Boucicault (Teatro Gaiety, 1872)
- Isaacs (alias Jonas Levant) en Queen's Evidence de George Conquest y Henry Pettitt (Surrey Theatre, 1882; Princess's Theatre, 1878)
- Moss Jewell en The World de Paul Meritt, Henry Pettitt y Augustus Harris (Teatro Drury Lane, 1880; Teatro Pavillion, 1885)[13]
- Larry O'Pheysey en Youth (Teatro Drury Lane, 1881)[13]
- Bevis Marks en Pluck; A Story of £50,000 de Henry Pettitt y Augustus Harris (Teatro Drury Lane, 1882)[13]